# Mustpeade maja

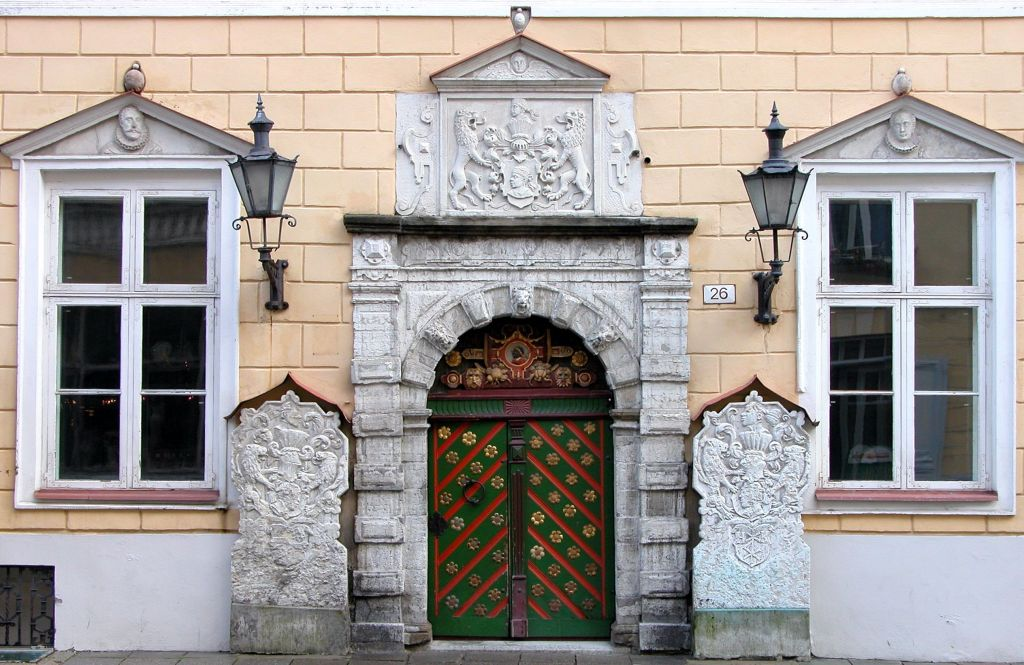
Huvudporten.

Mustpeade maja (svenska: Svarthuvudbrödernas hus) är ett kulturhus i Gamla Stan i Tallinn.
Borgargillet Svarthuvudbröderna i Tallinn var verksamt åtminstone från omkring 1400. Brödraskapet, med Sankt Mauritius som beskyddare, var en sammanslutning för skeppsägare och inhemska och utländska köpmän. Svarthuvudbröder fanns i Tartu (Dorpat), Riga och Tallinn (Reval). Gillena upplöstes efter Sovjetunionens ockupation 1940. 
Det första huset vid Pikkgatan köptes av Svarthuvudbröderna 1517. Det renoverades  1597 under överinsyn av arkitekten Arent Passer, då fasaden byggdes om i holländsk renässansstil. De målade dörrarna är från 1640-talet. Fastigheten består idag av tre separata byggnader och har fyra salar och ett antal mindre sällskapsrum. Vita salen byggdes 1531–1532 och renoverades i modernare stil 1909–1911. Huset med den stora Sankt Olafsalen, delvis interiör från tidigt 1400-tal, köptes av Svarthuvudbröderna 1919 och byggdes om 1919–1922.
Svarthuvudbrödernas hus blev under 1600-talet en viktig samlingsplats för sociala och kulturella evenemang som konserter, baletter och mottagningar. Byggnaderna används också idag som kulturhus.

## Bildgalleri

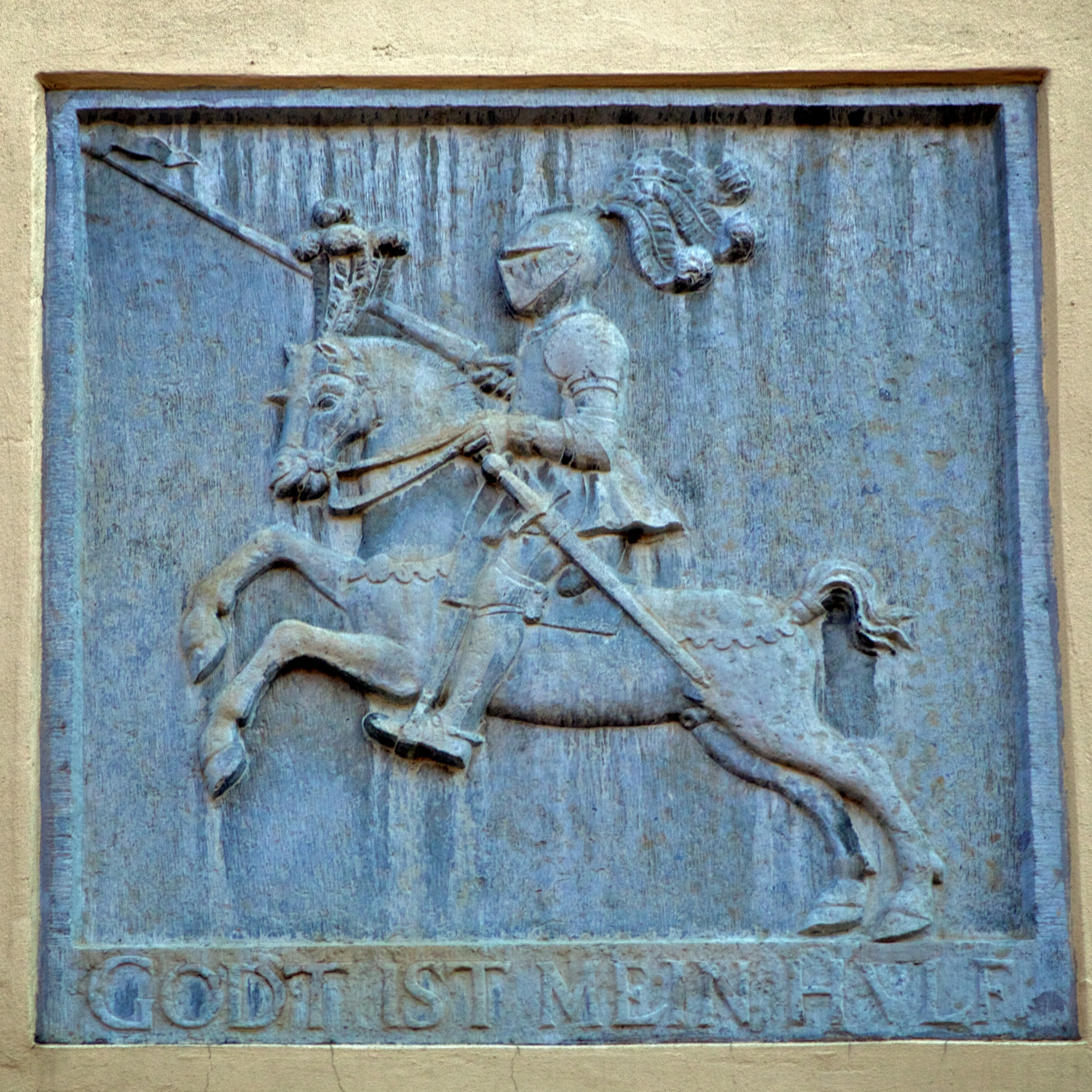
Relief med inskriptionen "Godt ist mein Hilf"
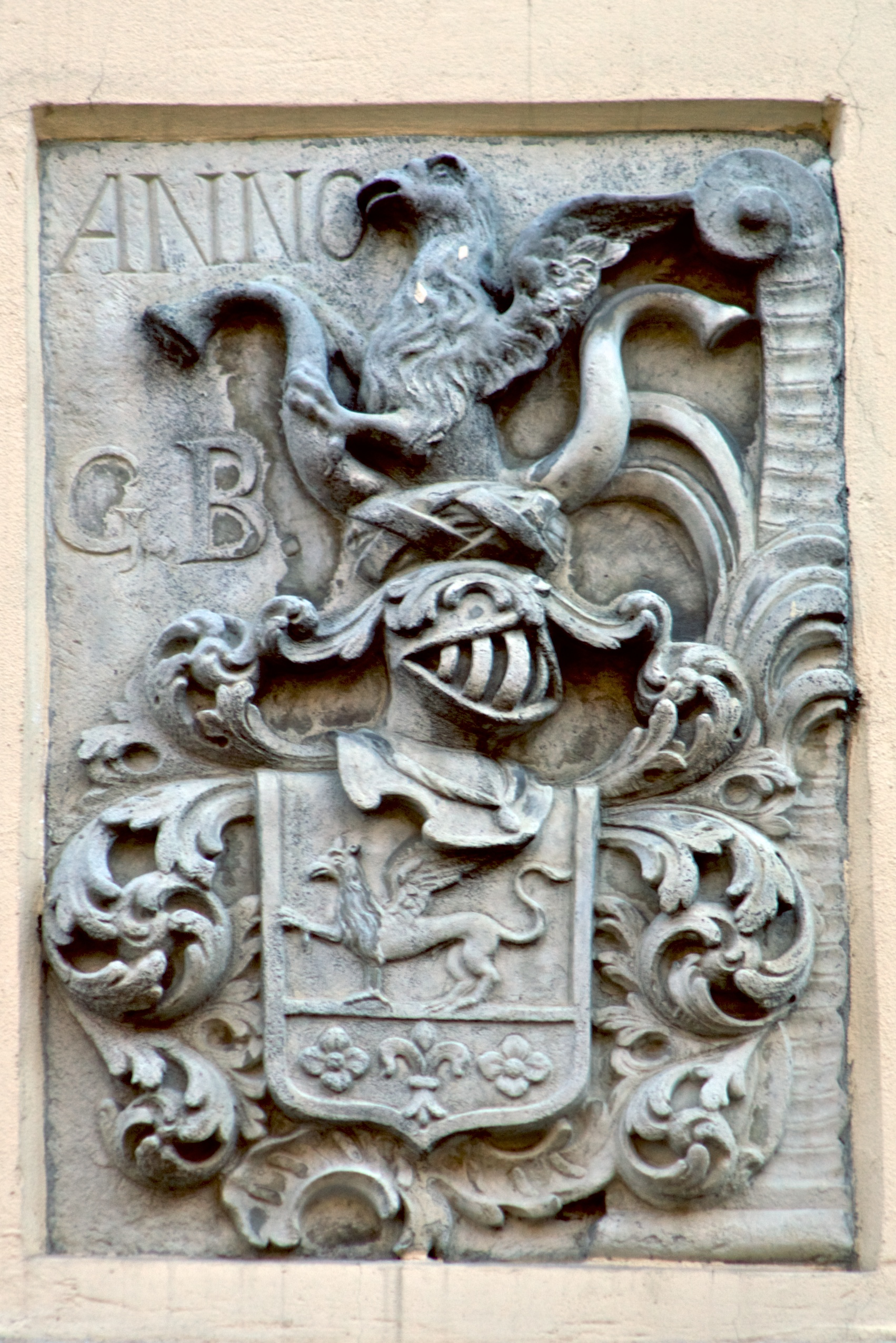
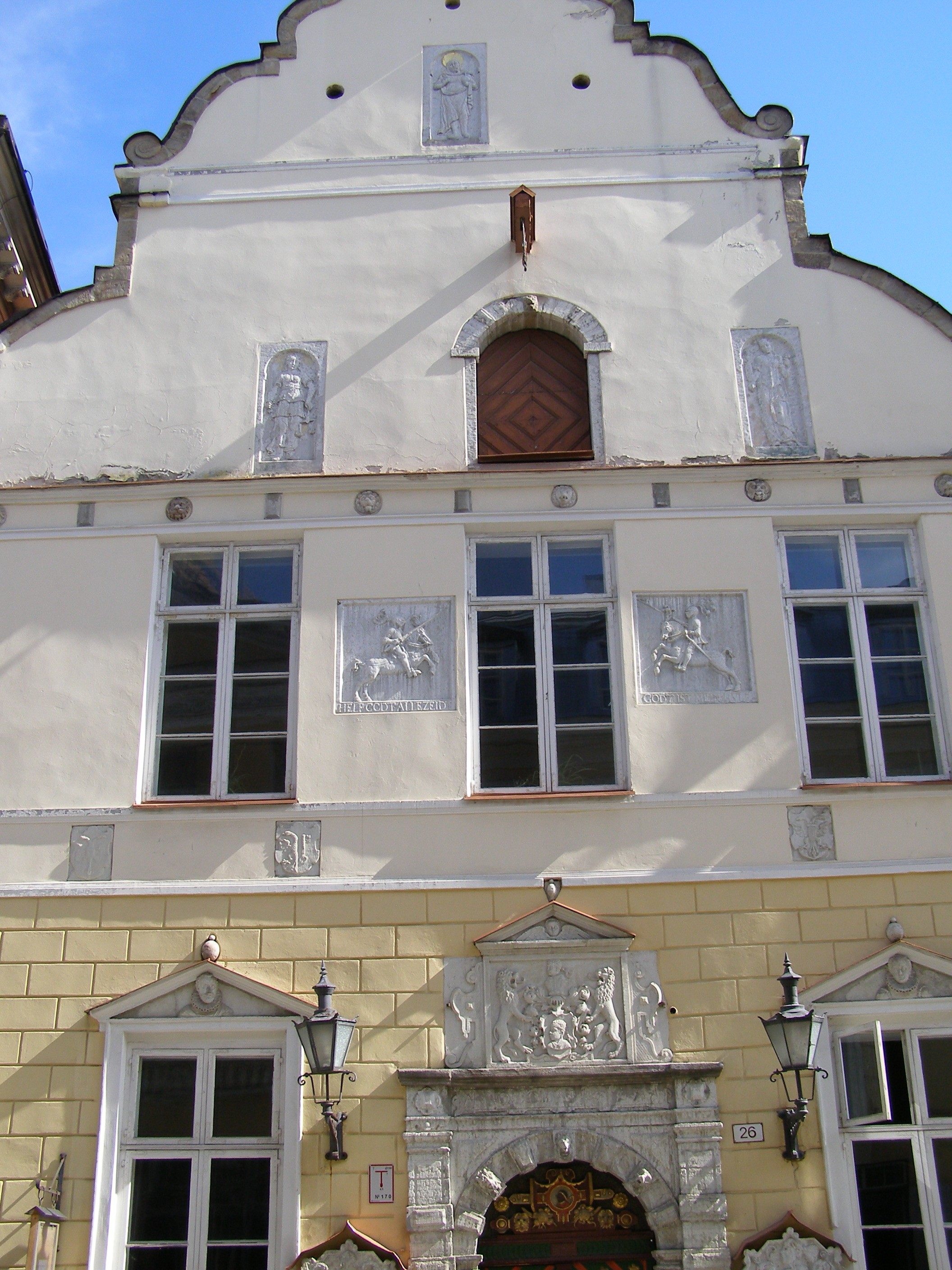
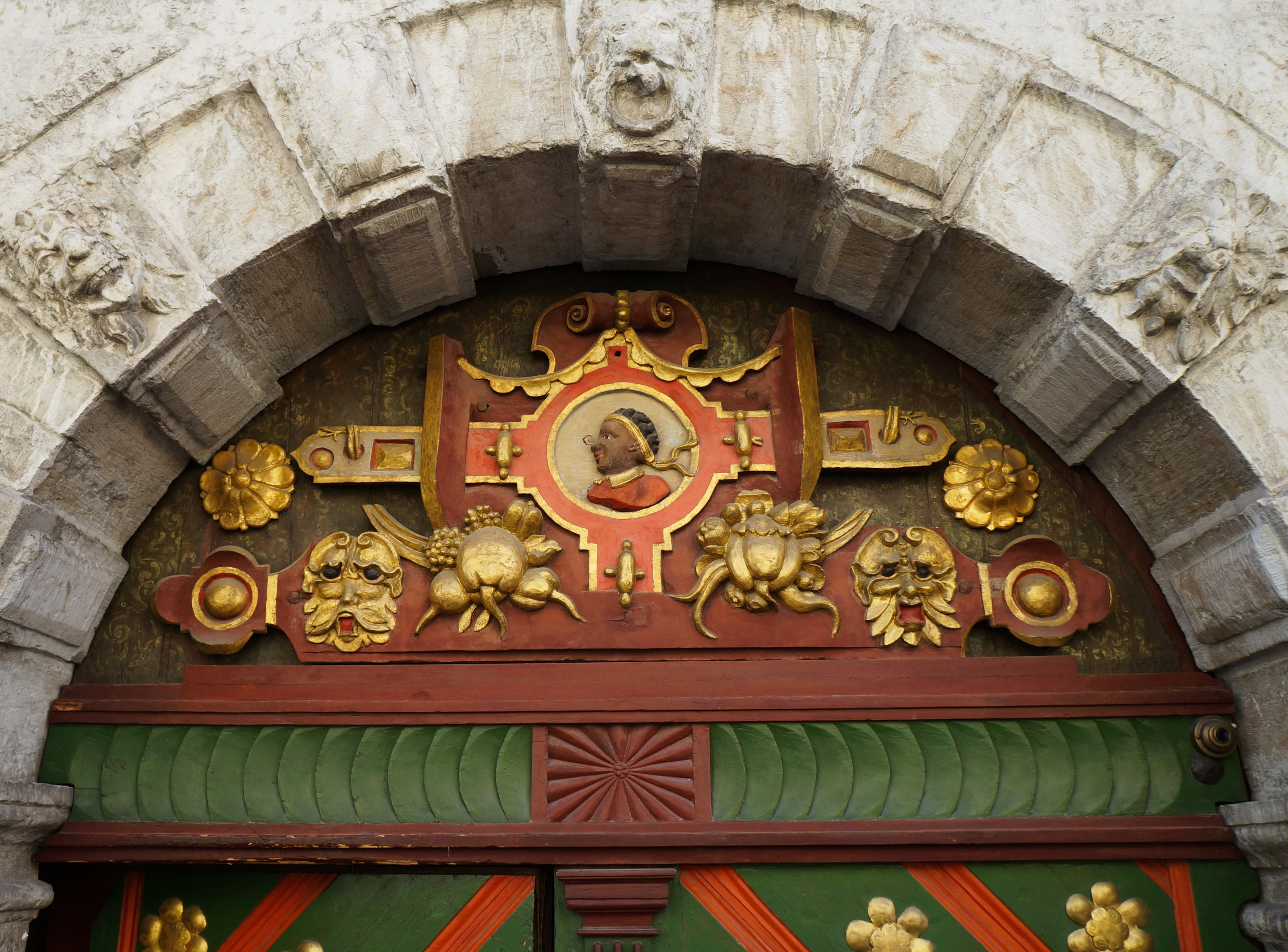
Sankt Mauritius ovanför huvudporten